# علاءالدین، زنگلان
علاءالدین (به لاتین: Aladin، به ارمنی: Վանատուն) یک منطقهٔ مسکونی در جمهوری آرتساخ است که در استان کاشاتاق واقع شده‌است.